# Modulación en banda lateral vestigial

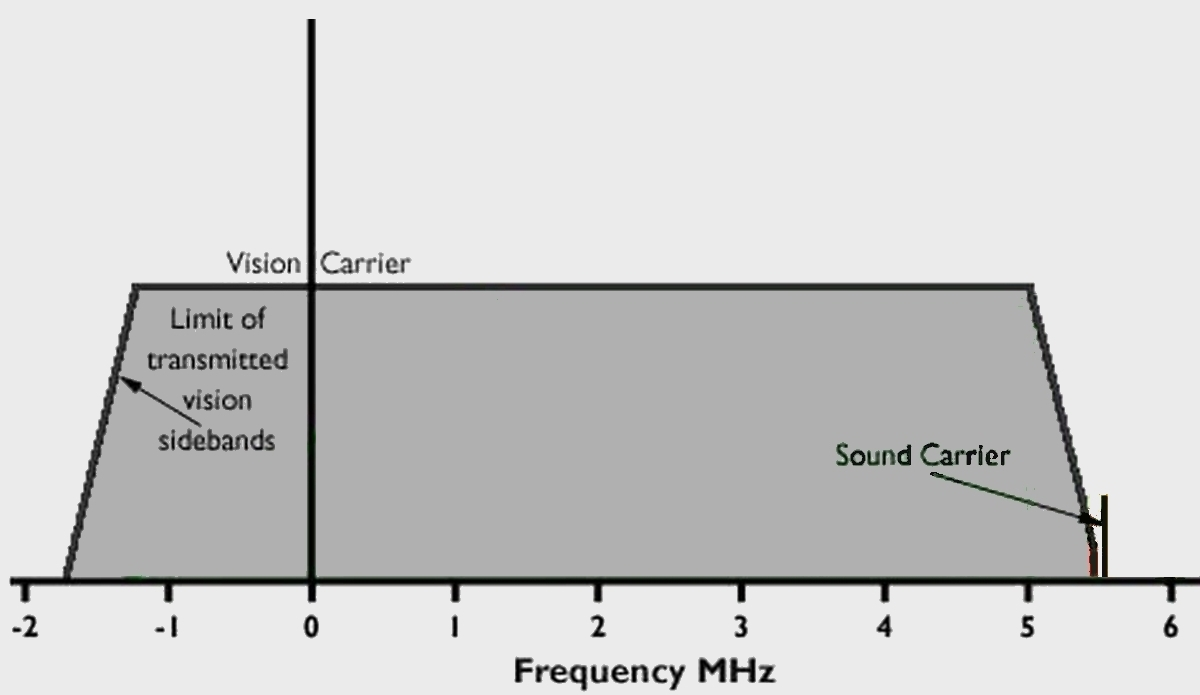
Diagrama de la señal de televisión con una banda lateral completa y la otra atenuada (vestigial).

La  modulación en banda lateral vestigial, en inglés  vestigial Side Band (VSB) , es una modulación lineal que consiste en filtrar parcialmente una de las dos bandas laterales resultantes de una modulación en doble banda lateral o de una modulación AM.
Esta modulación se utiliza en la transmisión de la componente de luminancia en los sistemas PAL, SECAM y NTSC de televisión analógica. La banda lateral que es parcialmente filtrada constituye un vestigio de la banda lateral original y lleva habitualmente del 5% al 10% de la potencia total transmitida, mejorando la relación señal a ruido en las bajas frecuencias de la señal moduladora.

## Descripción
El sistema de banda lateral vestigial es el tipo de modulación que se utiliza en la transmisión de la portadora de vídeo de la mayor parte de sistemas analógicos de televisión.
En esta técnica, la banda lateral de uno de los lados se conserva casi intacta mientras que la otra banda lateral se atenúa aunque dejando un pequeño residuo o vestigio (de ahí el nombre). La banda lateral no deseada transmitida compensa la parte retirada de la banda lateral deseada.

## Ventajas
Las principales ventajas de este sistema son:
- Ocupa menos ancho de banda que la modulación en AM de Doble Banda Lateral DSB-LC
- Puede ser demodulada utilizando demodulador síncronos de AM
- No requiere de filtros tan abruptas (filtros más realizables en la realidad) como la modulación en Banda lateral única.

## Motivo de su uso
En sistema de modulación de banda lateral única, o SSB, debido a la dificultad para generar y demodular la señal (el sistema SSB no permite variaciones de frecuencias por encima de unas pocas decenas de Hz y este tipo de receptor es algo complejo ya que precisa un oscilador de batido para regenerar la portadora) hubo la propuesta de una técnica llamada  'modulación con banda lateral vestigial' , que es un compromiso entre la modulación  de doble banda lateral, DSB-SC y la modulación de banda lateral única, SSB.
Si se transmite una portadora de alta potencia, la detección se puede realizar a través de un detector de envolvente de lo contrario debe ser mediante una detección síncrona.

## Fórmula del Ancho de banda de transmisión
''BT = Bm+Δv'', donde típicamente, Δv= 0,25 Bm